# Alkamenes (Sparta)
Alkamenes (altgriechisch Ἀλκαμένης Alkaménēs), der Sohn des Teleklos, war in der griechischen Mythologie der neunte oder zehnte König von Sparta aus dem Haus der Agiaden, je nachdem man Menelaos als König mitzählt oder nicht.
Während seines zehnten Regierungsjahres, im Jahr der ersten Olympischen Spiele 776 v. Chr., soll die Königsherrschaft in Sparta beendet worden sein. Alkamenes blieb zwar König, Beamten, die sogenannten Ephoren, übernahmen jedoch einen Teil der Machtbefugnisse. Hieronymus legt dies in sein 18. Regierungsjahr und lässt die ersten Olympischen Spiele auf sein letztes Jahr folgen.
Als es zu Streitigkeiten unter der Bevölkerung Kretas kam, entsandte er Charmidas, den Sohn des Euthys, um den Streit zu schlichten. Des Weiteren eroberte Alkamenes Helos, die letzte Stadt der Achaier in Lakonien, weil sie den Heloten beigestanden hatten.
Zusammen mit Theopompos, dem spartanischen König aus dem Hause der Eurypontiden, zog Alkamenes gegen die Söhne des Phintas Antiochos und Androkles in den Krieg und begann so den Ersten Messenischen Krieg. Dies soll sich nach den vierten Olympischen Spielen, also nach 764 v. Chr., zugetragen haben. Zunächst überfielen sie bei Nacht die strategisch wichtige Grenzstadt Ampheia. Sie fanden die Stadttore offen und die Bevölkerung vollkommen unvorbereitet. So wurde die Stadt ohne Widerstand eingenommen. Vier Jahre nach Kriegsbeginn starb Alkamenes.
Nach Hieronymus regierte er 37 Jahre und nach den Excerpta Latina Barbari 27 Jahre. Damit die Datierung auch mit den Aussagen des Pausanias über den Ersten Messenischen Krieg zusammenpasst, muss Alkamenes nach der Einführung des Ephorates noch 37 Jahre regiert haben, so dass er insgesamt 46 Jahre König war. Sein Nachfolger wurde sein Sohn Polydoros.